# Volkswagen Crafter
Volkswagen Crafter (typenummer 2E/2F) er et erhvervskøretøj fra Volkswagen.
Den findes som kassevogn, minibus og ladvogn. Motoren er en 2.5 liter TDI turbodiesel motor, som fås i 4 versioner med hhv. 88, 109, 136 og 163 hk.
Crafter erstattede ved introduktionen Volkswagen LT, og dækker vægtklasserne fra 3 til 5 tons. Ligesom sin forgænger laves den i samarbejde med Mercedes-Benz.

## Billeder
- Volkswagen Crafter kassevogn
- Volkswagen Crafter kassevogn
- Volkswagen Crafter bus
- Volkswagen Crafter bus
- Volkswagen Crafter bus kabine

## Motorprogram
| Model  | Cylindre | Ventiler | Slagvolume       | Effekt / omdr.         | Moment / omdr. | Motorkode |
| ------ | -------- | -------- | ---------------- | ---------------------- | -------------- | --------- |
| 2.5TDI | 5        | 10       | 2,5 L (2461 cm³) | 65 kW (88 hk) / 3500   | 220 Nm / 2000  | BJJ       |
| 2.5TDI | 5        | 10       | 2,5 L (2461 cm³) | 80 kW (109 hk) / 3500  | 280 Nm / 2000  | BJK       |
| 2.5TDI | 5        | 10       | 2,5 L (2461 cm³) | 100 kW (136 hk) / 3500 | 300 Nm / 2000  | BJL       |
| 2.5TDI | 5        | 10       | 2,5 L (2461 cm³) | 120 kW (163 hk) / 3500 | 350 Nm / 2000  | BJM       |